# 福塞 (阿登省)
福塞（法語：Fossé，法語發音：[fose]）是法国大東部大區阿登省的一个市镇，属于武济耶区。

## 地理
福塞（49°26'46"N, 5°0'18"E）面积8.94 平方千米，位于法国大東部大區阿登省，该省份为法国北部内陆省份，西接埃纳省，南至马恩省，东临默兹省，北与比利时接壤。
与福塞接壤的市镇（或旧市镇、城区）包括：巴尔莱比藏西、贝尔瓦尔布瓦德达姆、比藏西、努阿尔、沃昂迪约莱。

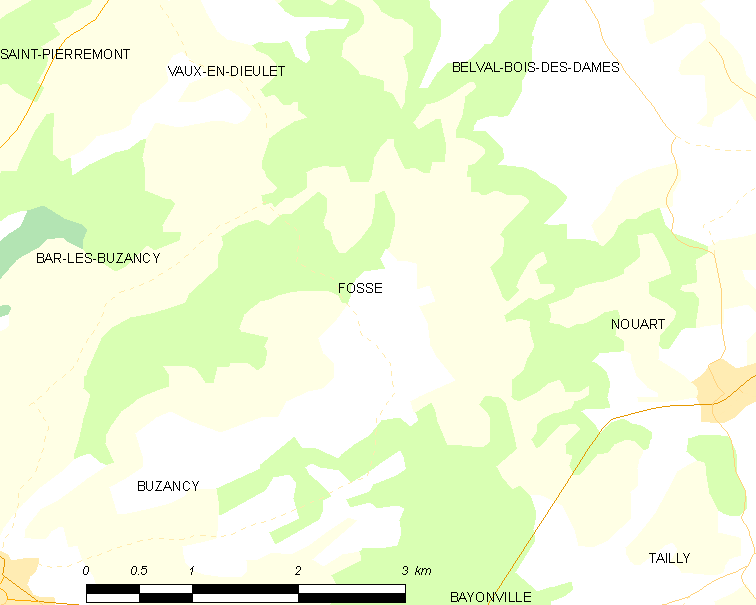
的OSM定位图

福塞的时区为UTC+01:00、UTC+02:00（夏令时）。

## 行政
福塞的邮政编码为08240，INSEE市镇编码为08176。

## 政治
福塞所属的省级选区为武济耶县。

## 人口

1962-2008年间人口变化图示

福塞于2022年1月1日时的人口数量为61人。